# Muradbəyli (Sabirabad)
Muradbəyli és un poble i municipi del districte de Sabirabad de l'Azerbaidjan. Té una població de 574 persones.